# Sparkasse Kreis Plön
Die Sparkasse Kreis Plön war eine öffentlich-rechtliche Sparkasse mit Sitz in Plön in Schleswig-Holstein. Ihr Geschäftsgebiet war der Kreis Plön. Sie ist am 1. Januar 2007 mit der Sparkasse Eckernförde und der Sparkasse Kiel zur Förde-Sparkasse fusioniert.

## Organisationsstruktur
Die Sparkasse war eine Anstalt des öffentlichen Rechts. Rechtsgrundlagen waren das Sparkassengesetz für Schleswig-Holstein und die durch den Verwaltungsrat der Sparkasse erlassene Satzung. Organe der Sparkasse waren der Vorstand und der Verwaltungsrat.

## Geschäftsausrichtung und Geschäftserfolg
Die Sparkasse Kreis Plön betrieb als Sparkasse das Universalbankgeschäft und war Marktführer in ihrem Geschäftsgebiet. Mit einer Bilanzsumme von 1,391 Mrd. Euro nahm sie in der Sparkassen-Rangliste 2006 des DSGV Platz 224 von insgesamt 457 Sparkassen ein. Im Verbundgeschäft arbeitete die Sparkasse Kreis Plön mit der Landesbausparkasse Schleswig-Holstein und der DekaBank zusammen; außerdem war sie eine eigenständige Versicherungsagentur der Provinzial NordWest.